# Listă de animale dispărute din Europa
Aceasta este o listă de specii de animale dispărute din arealul geografic al Europei.

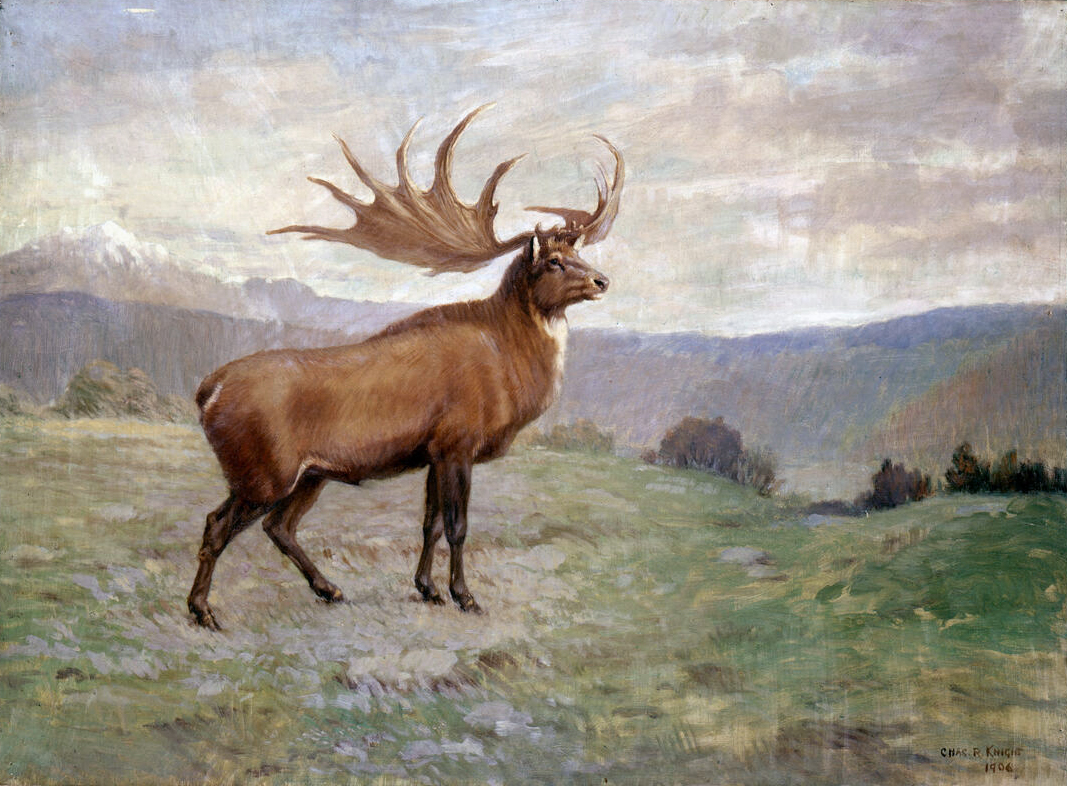
Megaloceros giganteus

- Megaloceros giganteus

- Bour
- Marele pinguin nordic
- Leul de peșteră
- Ursul de peșteră
- Ibexul din Pirinei
- Colun (mamifer)
- Antilopa SaigaCorbul din insulele Feroe
- Rinocer lânos
- Mamut lânos
- Heptasteornis
- Zby
- Zalmoxes
- Struthiosaurus
- Lexovisaurus
- Scelidosaurus
- Emausaurus
- Archaeopteryx
- Compsognathus
- Turiasaurus
- Sellosaurus
- Baryonyx
- Șoarecele gigant de Baleare

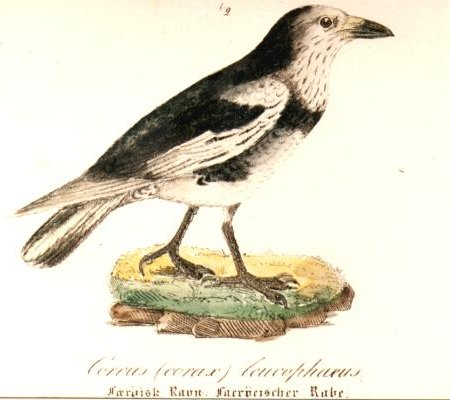
Corbul din insulele Feroe

- Capra de peșteră din insulele Baleare
- Șobolanul gigantic din insulele Canare
- Hiena de peșteră
- Megacerine pitic cretan
- Hipopotam pitic cretan
- Elefant pitic
- Elasmotherium
- Homotherium
- Alunari giganți din Mallorca
- Hipopotamul maltez
- Dhole sardinian
- Stephanorninus
- Lebăda gigant
- Ibiza rail
- Elan caucazian
- Zimbru caucazian
- Zimbru carpatic
- Iepure mallorcan
- Ibex portughez
- Șoarecele gigant sardinian
- Lynx sardinian
- Pika sardinian
- Șoarecele de casă Kilda
- Tarpan

- Corbul din insulele Feroe

- Șopârla insulară șobolan
- Șopârla gigant de stâncă Roque de Salmor
- Chondrostoma scodrense
- Coregonus bezola
- Restrictus Coregonus
- Deepwater char
- Gravenche
- Houting
- Coregonus gutturosus
- Romanogobio antipai
- Salvelinus neocomensis
- Techirghiol stickleback
- Lamprey migrator ucrainean
- Madeira mare alb
- Cupru britanic de mare
- Albastru-împânzit argintiu
- Albastru de mare britanică
- Limitatul albastru de mare
- Peștera gândacului de Perrin
- Tobias caddisfly
- Anemona de mare al lui Ivelly
- Antilopa Saiga
- Dropia